# Риджкрест (град, Калифорния)
Риджкрест (на английски: Ridgecrest) е град в окръг Кърн, щата Калифорния, САЩ. Риджкрест е с население от 28 880 жители (по приблизителна оценка от 2017 г.) и обща площ от km². Намира се на 698 m надморска височина. ЗИП кодовете му са 93555 – 93556, а телефонният му код е 760.